# زهير عبد الكريم
زهير عبد الكريم (29 أغسطس 1960-)، ممثل ومخرج سوري، اشتهر بدوره (همام بن مرة) في المسلسل التاريخي (الزير سالم).

## حياته
وُلد في معربا التابعة لمحافظة ريف دمشق، تخرّج من المعهد العالي للفنون المسرحية بدمشق عام 1983. بدأ مسيرته الفنية قبل تخرّجه، حيث شارك في أدوار صغيرة في عدد من المسلسلات والسهرات التلفزيونية والمسرحيات. بالإضافة إلى ذلك، عمل في الدراما الخليجية ودرّس مادة التربية المسرحية في قطر خلال تسعينيات القرن الماضي.

### البدايات وحتى نهاية التسعينات
واجه عبد الكريم صعوبات كبيرة في بداية حياته المهنية، ولكنه تمكن من الحضور في كم كبير من الأعمال، وكان أول أعماله حرب السنوات الأربع (1980)، ثم الخشخاش (1991)، أما أهم أدواره في تلك الفترة كانت في مسلسل الدغري (1992) بدور (نوري الأعور) إلى جانب النجم دريد لحام، لتبدو بوضوح ملامح الشخصية الكوميدية لعبد الكريم، وفي (1995) شارك في مسلسل يوميات مدير عام (الجزء الأول) بشخصية (وحيد) صديق (المدير أحمد عبد الحق) الذي أداه الفنان الكبير أيمن زيدان، ثم أدى أحد أهم أدواره في تلك الفترة في مسلسل إخوة التراب (الجزء الأول) (1996) إلى جانب النجم أيمن زيدان وبقيادة المخرج نجدة إسماعيل أنزور، كما شارك في الجزء الثاني منه، وفي (1999) شارك في مسلسل جلد الأفعى من إخراج سليم صبري بشخصية (شوكت) بطل المسلسل .

### منذ عام 2000 وحتى 2009
في عام (2000) أدى عبد الكريم أحد أشهر أدواره في واحد من أهم المسلسلات السورية وأكثرها جماهيرية، حيث أدى شخصية (همام بن مرة) في مسلسل الزير سالم، وكان صديق الخمر واللهو والمعارك للزير، وشقيق (جساس بن مرة) قاتل (كليب)، وكان همام والزير يتجنبان بعضهما في المعارك نظرا لصداقتهما القوية، لينتهي الأمر بقتل الزير له في إحدى المعارك ثم يبكيه ويرثيه.
في عام (2001) شارك في بطولة مسلسل مبروك، بشخصية مروان الموظف الفقير والأب لثلاثة أولاد، بشخصية كوميدية تميزت بلهجتها العسكرية الصارمة في التعامل مع الأولاد ومشاكل الحياة اليومية، ثم شارك في المسلسل التاريخي صقر قريش (2002) بدور (أبو جعفر المنصور).
وخلال هذه الفترة شارك في فيلمين سوريين حققا جوائز مهمة وهما: صندوق عجب (2002) من تأليف وإخراج رضا الباهي، الليل الطويل (2009) من إخراج حاتم علي وتأليف هيثم حقي.
كما شارك في عدد من الأعمال الخليجية الكوميدية والتاريخية مثل خلك معي (الجزء الخامس) (2000) وفنجان الدم (2009).

### منذ 2010 حتى الآن
شارك عبد الكريم في عدد من مسلسلات البيئة الشامية مثل مسلسل الدبور (2010) بشخصية أبو فخري، ومسلسل أهل الراية (الجزء الثاني) (2010) بشخصية الشيخ طه. وفي مسلسل باب الحارة (الجزء الخامس) (2010) بشخصية أبو شاكوش الكوميدية الذي اشتهر بعبارته «خود واعطي». ونجح في تأدية اللهجة الحمصية في مسلسل وادي السايح (2010) بشخصية أبو حافظ الحلاق، كما شارك في مسلسل يوميات مدير عام (الجزء الثاني) (2011) ومسلسل في حضرة الغياب (2011) بدور الدكتور أنيس النقاش. وفي مسلسل وهم (2018) بشخصية مسؤول فاسد وثري جداً.

## حياته الخاصة
تزوج من الممثلة السورية سوزان الصالح وهي شقيقة الممثلة والمخرجة مها الصالح زوجة الفنان أسعد فضة. أنجب عبد الكريم والصالح ثلاثة أولاد: (مجد، نوار، سعد). ويقيم بين اللاذقية ودمشق.

### شائعة اغتياله
في عام 2013 أعلن الجيش الحر أنه تمكن من تصفية عبد الكريم في دمشق، وذلك بعد شهر ونصف من اغتيال الفنان محمد رافع، وأيام قليلة من اغتيال الفنان ياسين بقوش، ما دعى عبد الكريم للظهور في فيديو مصور لينفي الشائعة وأنه ليس موجود في دمشق وإنما في ألمانيا.

## أهم الأعمال

### في المسـرح
- رحلة حنظلة
- المخططون
- فضيحة في الميناء
- حمام روماني
- الأخوين
- الإعدام

### في السـينما
- نجوم النهار

- صندوق الدنيا

### في التلفزيون
- مع وقف التنفيذ
- حوازيق
- أيام لا تنسى
- الزير سالم
- الذئاب
- شجرة النارنج
- الخيوط الخفية
- الدغري
- الشيح
- صيد ليلي
- إخوة التراب
- يوميات مدير عام
- يوميات مدير عام 2
- الدبور
- جلد الأفعى
- العوسج
- الفوارس
- نهارات الدفلى
- حمام القيشاني
- سيرة آل الجلالي
- أحلام عبدو
- هجرة القلوب إلى القلوب
- الواهمون
- رجال تحت الطربوش
- بقعة ضوء
- الغفران
- الصندوق الأسود
- مبروك
- المرحون
- جوز الست